# LeftRightLeftRightLeft
LeftRightLeftRightLeft — концертный альбом британской группы Coldplay. Вышел 15 мая 2009 года в 9:00 по Гринвичскому времени.

## Об альбоме
Альбом получил своё название в честь невыпущенной песни, записанной для альбома Viva la Vida or Death And All His Friends. С момента выхода, альбом раздавался бесплатно на концертах оставшейся части тура в поддержку альбома Viva la Vida or Death And All His Friends, а также был доступен для свободного скачивания на официальном сайте группы. Альбом оставался доступен на сайте вплоть до выхода следующего «живого» альбома, Live 2012. За шесть дней альбом был скачан более трёх с половиной миллионов раз.

## Список композиций
Слова и музыка всех песен — написаны Гаем Беррименом, Джонни Баклэндом, Уиллом Чемпионом и Крисом Мартином.
| №  | Название                                                   | Оригинальный релиз                        | Длительность |
| -- | ---------------------------------------------------------- | ----------------------------------------- | ------------ |
| 1. | «Glass of Water»                                           | Prospekt’s March                          | 4:44         |
| 2. | «42»                                                       | Viva la Vida or Death and All His Friends | 4:52         |
| 3. | «Clocks»                                                   | A Rush of Blood to the Head               | 4:40         |
| 4. | «Strawberry Swing»                                         | Viva la Vida or Death and All His Friends | 4:16         |
| 5. | «The Hardest Part/Postcards from Far Away»                 | X&Y и Prospekt’s March                    | 4:15         |
| 6. | «Viva la Vida»                                             | Viva la Vida or Death and All His Friends | 5:24         |
| 7. | «Death Will Never Conquer» (основной вокал Уилла Чемпиона) | сингл «Viva la Vida»                      | 1:39         |
| 8. | «Fix You»                                                  | X&Y                                       | 5:38         |
| 9. | «Death and All His Friends»                                | Viva la Vida or Death and All His Friends | 4:24         |

## Участники записи
- Продюсеры: Дэниел Грин и Рик Симпсон[англ.]
- Ассистент записи: Тони Смит
- Сведение: Дэниел Грин и Рик Симпсон (студия The Bakery)
- Ассистент сведения: Энди Рагг
- Мастеринг: Боб Людвиг (студия Gateway Studios)